# Климин, Олжас Багланович
Олжас Багланович Климин — казахстанский лыжник, победитель и призёр всемирных зимних универсиад, участник чемпионатов мира по лыжным гонкам.

## Биография
Родился 30 августа 1996 года в городе Алматы. После переезда из села Заречного в Кокшетау начал заниматься лыжными гонками. Первым тренером стала Сергеева Татьяна Викторовна.
В 15 лет начал показывать высокие результаты и вскоре отобрался на юношеский чемпионат мира. Однако там не стартовал. В 17 лет попал на свое первое мировое первенство в итальянском Валь-ди-Фиемме, где в скиатлоне финишировал четвёртым. Ему присваивают звание Мастера спорта Республики Казахстан по лыжным гонкам.

## Карьера

### Универсиада
На Всемирной зимней универсиаде 2017 в городе Алматы завоевал серебро в эстафете (вместе с Виталием Пухкало, Ринатом Мухиным и Сергеем Малышевым), а также золото в смешанном командном спринте (совместно с Анной Шевченко). После Универсиады Олжасу присваивают звание Мастера спорта международного класса Республики Казахстан.
На Всемирной зимней универсиаде 2019 в Красноярске завоевал серебро в эстафете (вместе с Иваном Люфт, Асетом Дюсеновым и Никитой Гридиным).

### Чемпионат мира
На Чемпионате мира 2017 показал 37 результат в скиатлоне, 9 в эстафете, 59 в марафоне. Через два года на Чемпионате мира в Зеефельде показывает 55 результат в скиатлоне, 60 в 15-ти километровой гонке, 7 в эстафете.

## Образование
Закончил высший многопрофильный колледж гражданской защиты г. Кокшетау.